# Clarke-Mordaunt-Guthrie
Clarke-Mordaunt-Guthrie var ett race som var ett brittiskt privat formel 1-stall som tävlade ett par säsonger i början av 1970-talet.
Stallet etablerades genom att en grupp välbärgade aktiemäklare, som var vänner till racerföraren Mike Beuttler, finansierade en hyrd March  åt honom. Österrikaren Niki Lauda och svensken Reine Wisell körde var sitt lopp för stallet.

## F1-säsonger
| Säsong | Tävlingsnamn                      | Bil                  | Motor                    | Däck | Poäng | VM-plac. | Förare 1                   | Förare 2   |
| ------ | --------------------------------- | -------------------- | ------------------------ | ---- | ----- | -------- | -------------------------- | ---------- |
| 1971   | Clarke-Mordaunt-Guthrie Racing    | March 711            | Ford Cosworth DFV 3.0 V8 | F    | 0     | (3:a)    | Mike Beuttler              | -          |
| 1972   | Clarke-Mordaunt-Guthrie Racing    | March 721G           | Ford Cosworth DFV 3.0 V8 | F    | 0     | (6:a)    | Mike Beuttler              | Niki Lauda |
| 1973   | Clarke-Mordaunt-Guthrie-Durlacher | March 721G March 731 | Ford Cosworth DFV 3.0 V8 | G    | 0     | (5:a)    | Mike Beuttler Reine Wisell |            |